# 天注定
《天注定》（英語：A Touch Of Sin）是一部2013年贾樟柯编剧、导演的中国大陸电影，由姜武、王宝强、赵涛和罗蓝山主演，获得第66屆坎城影展最佳劇本獎。中国大陸原计划于2013年11月上映，被禁而迟迟没有上映。本片於2014年10月7日在齐齐哈尔电视台播出。其後被导演贾樟柯指是电视台盗播。
贾樟柯介绍，片名“天注定”这三个字的字体，取自山西书法家傅山的手迹。

## 劇情簡介
讲述四个中国人各自面对生活中的忧伤、爱和希望。此片是分段式電影。

## 故事人物
主要角色
| 演员   | 角色 | 略述 | 取材                       |
| 姜武   | 大海 | 山西农民，因不满煤老板焦胜利和村长勾结，枪杀了村里所有的权贵们。                                                                                     | 「胡文海事件」             |
| 王宝强 | 三儿 | 重庆连环抢劫杀人犯，大年三十回到老家重庆沙坪坝，遭遇母亲、兄弟的冷漠。不听妻子的规劝，又开始了出逃作案。                                             | 「周克華事件」             |
| 赵涛   | 小玉 | 湖北人，宜昌「夜归人」桑拿店的前台服务员。在被当地两位镇干部强迫要求陪同桑拿按摩时，出于自卫刺死了对方，然后自首。事情了结后到山西焦胜利的公司求职。 | 「邓玉娇事件」             |
| 罗蓝山 | 小輝 | 来自湖南的打工仔，迫於經濟壓力在广州、東莞一帶不停地換工作，最後不堪生活重負在某世界500強台資企業的宿舍樓裡跳樓自殺。                                | 「深圳富士康員工墜樓事件」 |

其他角色
| 演员   | 角色           | 略述                                                                              | 备注 |
| 张嘉译 | 小玉的已婚情夫 | 廣州某工廠生產線主管。                                                            |      |
| 李梦   | 莲蓉           | 东莞盛世中华娱乐城三陪女，小輝的同事与湖南老乡，年紀相仿，被小輝爱慕，有女兒3歲。 |      |

客串
| 演员   | 角色       | 略述                                                       | 备注 |
| 韩三明 | 三明       | 大海所在村落的一个煤矿工。在船上找三儿要烟。               |      |
| 王宏伟 | 干部、嫖客 | 设立路卡武力收费，强行要求与小玉发生性交易被小玉刺死。     |      |
| 贾樟柯 | 嫖客       | 山西富商，去东莞嫖娼，并购买徐悲鸿画作，与人相约澳门见面。 |      |

## 创作
《天注定》的英名片名是（一丝恶念），与胡金铨的《侠女》英文名（一缕禅机）十分相似，贾樟柯表示，它是向胡金铨、张彻等武侠巨匠的致敬作品，此片灵感在筹备《在清朝》时突然产生，贾称之为“闪电一般的灵感”。2012年10月初开机，历时5个月拍摄完成。
导演表示对于影片的风格可以称之为一部“现代侠义电影”，着重构建古人与现代人的关系，而这种关系的纽带便是“侠义”。通过人物的暴力行动，来刻画如今的中国大陸社会和中国人的生活面貌。
贾樟柯在本片中亲自客串饰演一位到东莞夜总会寻快活的山西土豪。他游走在一群身穿苏联红军军装的妙龄少女中间，出场不足一分钟却做了三件事：买了徐悲鸿的一幅画、和朋友约定有时间到澳门赌场、叫了一个小姐。

## 评价
2013年5月，本片入選第66屆坎城影展「正式競賽」單元，于2013年5月17日在坎城进行了全球首映，影展官方场刊为该片打出3.0分（满分为4分）。后来又入围第51届紐約影展。
在美国上映后，媒体综评77分，其中《纽约时报》与《Slant》杂志给满分；烂番茄新鲜度93%，获得许多好评。
美媒代表性评价：“一个劲酷且小说化的中国黑色故事，渗透着人类社会进步中的一点罪孽和一点不朽”，“贾樟柯用他犀利却沉稳的笔触描绘着人们对战利的追求以及道德的腐败，从这个角度而言，其震撼力远远超过对空洞民族主义的贬低和污化”，“快速且残忍的流血事件，那在机车后座的一抹血红和开放式扭曲描绘，恍惚间似乎塔倫提諾附体，那血迹斑斑的壁花更是有如《追殺比爾》的另类风情”，“一个导演大胆且精力充沛的自我改造与自我放逐”。
2017年，《天注定》入选《纽约时报》评选的21世纪最优秀的25部电影之一。

## 上映多舛
2013年10月30日传出《天注定》被禁消息。當天下午1点，出版人王小山在其微博上最先发布了《天注定》被禁的消息，不过他之后不久即删除了这条微博。片方回应称并不知道影片被禁这件事，也没有接到任何书面通知，影片仍然有望于11月份国内上映，但是最终并没有在11月上映。贾樟柯在12月8日接受采访表示目前还处在一个讨论沟通的过程中，并且认为该片一定会上映，但多久之后上映还未确定。
2014年2月28日，《天注定》在中国大陆还没有公映网络上出现了该片的下载版本，导演贾樟柯在他微博中说道自己仍在为《天注定》上映一事不断奔走，而网上盗版的流传让“大陆市场尽失”，並表示自己的公司将承担起相应的经济责任，弥补合作者的损失。
根据业内人士的看法，由于影片深刻地反应了一些中国大陸当代社会的黑暗面，已经被广电总局列为禁片。在中国电影导演协会2013年度表彰大会上，最佳影片和最佳导演两个大奖空缺，引起中国大陸网民和影迷的热议。有电影人表示中国大陸导演们的此举是在抗议中国大陸苛刻的审查制度；有网友表示，空缺就是留给贾樟柯和《天注定》的。

## 奖项
| 獎項                 | 類別                        | 被提名者                | 結果 |
| -------------------- | --------------------------- | ----------------------- | ---- |
| 圣马力诺电影节       | 杰出艺术成就奖              | 赵涛                    | 獲獎 |
| 第66屆坎城影展       | 最佳劇本獎                  | 贾樟柯                  | 獲獎 |
| 第50屆金馬獎         | 最佳劇情片                  | 《天注定》              | 提名 |
| 第50屆金馬獎         | 最佳導演                    | 賈樟柯                  | 提名 |
| 第50屆金馬獎         | 最佳原著劇本                | 賈樟柯                  | 提名 |
| 第50屆金馬獎         | 最佳攝影                    | 余力为                  | 提名 |
| 第50屆金馬獎         | 最佳原創電影音樂            | 林强                    | 獲獎 |
| 第50屆金馬獎         | 最佳剪輯                    | Matthieu Laclau、林旭东 | 獲獎 |
| 第7届阿布扎比电影节  | 最佳故事片黑珍珠奖          | 《天注定》              | 獲獎 |
| 第36届美国丹佛电影节 | 最佳外语片—基耶斯洛夫斯基奖 | 《天注定》              | 獲獎 |
| 第29届獨立精神獎     | 最佳外國電影                | 《天注定》              | 提名 |
| 《電影筆記》         | 年度十佳                    | 《天注定》              | 獲獎 |